# Conus elatus
Espèce
Conus elatus est une espèce fossile de mollusques gastéropodes marins de la famille des Conidae.

## Taxonomie

### Publication originale
L'espèce Conus elatus a été décrite pour la première fois en 1847 par le malacologiste italien Giovanni Michelotti dans « Natuurkundige Verhandelingen van de Hollandsche Maatschappij der Wetenschappen te Haarlem »,.